# 弗里斯海峽
弗里斯海峽（英語：Vries Strait），俄羅斯稱弗里扎海峽（羅馬化：Proliv Friza），日本稱擇捉水道（日語：択捉水道），是位於擇捉島和得撫島之間的海峽，連接鄂霍次克海和太平洋，長約30公里、寬40公里，最大水深1,300米，平均潮汐高度約1米。俄羅斯方面認為這是俄羅斯境內的海峽，然日本方面認為這海峽是日本與俄羅斯的邊界，然海峽兩岸現均由俄羅斯實際控制。
该海峡的英文名和俄文名都是为了纪念荷兰探险家马丁·黑利德松·弗里斯。
45°30′20″N 149°10′36″E / 45.50556°N 149.17667°E